# Мелнишка околия
Мелнишката околия е административно-териториална единица в България, съществувала от 1913 до 1925 година.
Околията е учредена на 7 септември 1913 година със заповед на Министерството на вътрешните работи и народното здраве, като част от новосъздадения Струмишки окръг, след като Струмишко остава в България по Букурещкия договор, сложил край на Междусъюзническата война. Околийски център е град Мелник, който обаче пострадва силно при войните, и почти цялото му население се изселва. 
В 1920 година освен Мелник, околията включва следните села:
| - Белевехчево - Белица - Бельово - Бождово - Влахи - Врабча - Враня - Голем Цалим - Голешово - Горна Сушица | - Горно Спанчево - Градешница - Дебрене - Деремислим - Долени - Долна Сушица - Долно Спанчево - Държаново - Калиманци - Катунци | - Кашина - Ковачево - Кресна - Кромидово - Кулата - Кърланово - Левуново - Лески - Лехово - Лиляново | - Любовища - Любовка - Малки Цалим - Манджово - Марикостиново - Марино поле - Мечкул - Нови чифлик - Ново Ходжово - Ощава | - Петрово - Пиперица - Пирин - Плоски - Поленица - Припечене - Рожен - Свети Врач - Сенокос | - Склаве - Стожа - Сугарево - Тремошница - Хотово - Храсна - Черешница - Чучулигово - Яново |

След загубата на Струмица и Струмишко в полза на Кралството на сърби, хървати и словенци в 1919 година и закриването на Струмишкия окръг през 1920 година, околията е присъединена към новообразувания Петрички окръг. В 1925 година със Закона за изменение на административното деление на територията на България центърът на околията е преместен в Свети Врач и тя е преименувана на Светиврачка околия.